# 唐星樵
唐星樵（葡萄牙語：Tong Seng-chiu，1928年1月—2014年3月29日），廣東恩平人，澳門政治人物，畢業於廣東省高級工業學校。1948年移居澳門，1949到1983年在澳門電燈公司（澳門電力股份有限公司前身）任職，1951年擔任水電工會主席。1953年到1990年，先後選任澳門工會聯合總會常務理事、副理事長、理事長及會長、會務顧問；1979年至1987年選為廣東省第五、六、七屆人大代表；1983年至1998年選任第六、七、八、九屆全國人大代表。中葡兩國確認立澳門回歸協議后，任澳門基本法諮詢委員會副主任、澳門基本法協進會副會長。2001年獲大蓮花榮譽勳章榮譽。